# Râul Râncăciov
Râul Râncăciov este unul afluent al râului Argeș. 